# Friedrich Wolfgang Reiz
Friedrich Wolfgang Reiz (eller Reitz), född den 2 september 1733 i Windsheim, död den 2 februari 1790 i Leipzig, var en tysk klassisk filolog.
Reiz blev 1772 extra ordinarie och 1782 ordinarie professor vid Leipzigs universitet. Han var en av det klassiska studiets främjare och nydanare, som genom sin lärjunge Gottfried Hermann invarslade en grammatiskt kritisk metod.